# فيصل بن تركي بن سعيد
السلطان السيد فيصل بن تركي بن سعيد بن سلطان بن أحمد بن سعيد البوسعيدي  (1864 - 15 أكتوبر 1913) هو سلطان عمان ومسقط الخامس حتى أكتوبر 1913.
تولى السلطان السيد فيصل بن تركي حكم عمان في فترة شهد فيها العالم العربي موجة من ازدياد النفوذ الاستعماري الأوروبي وخاصة البريطاني والفرنسي، حيث احتلت بريطانيا وفرنسا العديد من أجزاء الوطن العربي أو أصبحت تحت نفوذهما، والقليل من الدول أفلتت من هذا الغزو الاستعماري ومن بينها عمان، حيث تمكن السيد فيصل بن تركي أن يسوس دفة الحكم وسط هذه الأنواء كما أولى اهتمامه للوضع الداخلي بهدف تقوية الجبهة الداخلية، ومن أجل ذلك كون جيشاً قوياً جعل قيادته لأخيه فهد الذي قام بأكثر من حملة لتوطيد الأمن في ربوع عمان.
وقد اتسمت سياسية السلطان السيد فيصل بن تركي بالتوازن في علاقة عمان بكل من بريطانيا وفرنسا ففي عام 1894م وافق على إنشاء قنصلية فرنسية في مسقط كما أعطى للفرنسيين امتيازاً بإنشاء مستودع للفحم في منطقة الجصة في عام 1898م، وعندما علمت بريطانيا بذلك أرسلت اللورد لانس دوان نائب الملك في الهند واللورد سالزبري وزير الخارجية البريطانية إلى عام 1890م وبعد مقابلتهما للسلطان السيد فيصل انتهى النقاش إلى أن عمان لها الحق في الارتباط بعلاقات خارجية مع أي دولة من الدول، وأن عمان على استعداد لعقد معاهدات تجارية وود وصداقة مع بريطانيا، واستمر حكم السيد فيصل حتى وافته المنية في شهر أكتوبر 1913م

## الثورة العمانية
لم يقبل الإباضيون بنظام السلطنة القائم على الوراثة وليس الانتخاب بما يتعارض مع عقيدتهم فاجتمعت كلمتهم على مبايعة سالم بن راشد الخروصي في مايو 1913 إماماً على عمان حيث اتخذ من نزوى مقراً رسمياً له وتزايدت هجمات الإباضيين ضد السلطنة مما أدى لتدخل الإنجليز لصالح السلطان فيصل بن تركي والتزموا الدفاع عنه ووقفوا بجانب ابنه تيمور الذي اتصل بالثوار واجتمع معهم غير أن الاجتماع لم يسفر عن شي.

## وفاته
وافته المنية في شهر أكتوبر 1913م